# Setra S 417 GT-HD
De Setra S 417 HDH is een touringcarmodel, geproduceerd door de Duitse busfabrikant Setra. Dit model bus is in 2003 geïntroduceerd. In 2013 is het model uit productie gegaan en vervangen door de Setra S 517 HD.

## Inzet
Dit type bus wordt veelal ingezet bij touringcarbedrijven voor toerisme. In Luxemburg en in Zweden wordt de bus ingezet door enkele busbedrijven voor het openbaar vervoer.
| Land      | Bedrijf          | Serie   | Aantal | Inzet                        | Opmerking  |
| --------- | ---------------- | ------- | ------ | ---------------------------- | ---------- |
| Luxemburg | Demy Schandeler  | DC1106  | 1      | Streekvervoer                |            |
| Luxemburg | Voyages Vandivit | VV2001  | 1      | Streekvervoer                |            |
| Nederland | BAB-VIOS         | 121     | 1      |                              | Uit dienst |
| Nederland | Juijn            | 47      | 1      | Achterhoek-Rivierenland      |            |
| Nederland | Juijn            | 66      | 1      | Achterhoek-Rivierenland      |            |
| Nederland | Pouw Vervoer     | 18      | 1      | Streekvervoer / tour vervoer |            |
| Nederland | Zwaluw Reizen    | 16      | 1      | Tour vervoer                 |            |
| Zweden    | KR Trafik        | 49      | 1      | Jämtlands län                |            |
| Zweden    | KR Trafik        | 313-314 | 2      | Jämtlands län                |            |

## Verwante bustypen

### ComfortClass
- S 415 GT - 12 meteruitvoering (2 assen)
- S 415 GT-HD - 12 meter verhoogde uitvoering (2 assen)
- S 416 GT - 13 meteruitvoering (2 assen)
- S 416 GT-HD - 13 meter verhoogde uitvoering (3 assen)
- S 416 GT-HD/2 - 13 meter verhoogde uitvoering (2 assen)
- S 419 GT-HD - 15 meter verhoogde uitvoering (3 assen)

### TopClass
- S 411 HD - 10 meteruitvoering (2 assen)
- S 415 HD - 12 meteruitvoering (2 assen)
- S 415 HDH - 12 meteruitvoering (3 assen)
- S 416 HDH - 13 meteruitvoering (3 assen)
- S 417 HDH - 14 meteruitvoering (3 assen)
- S 431 DT - 14 meteruitvoering (3 assen, dubbeldeks)